# Денсуш
Денсуш (рум. Densuș) — село у повіті Хунедоара в Румунії. Адміністративний центр комуни Денсуш.
Село розташоване на відстані 289 км на північний захід від Бухареста, 34 км на південь від Деви, 146 км на південний захід від Клуж-Напоки, 122 км на схід від Тімішоари.

## Населення
За даними перепису населення 2002 року у селі проживали 392 особи, усі — румуни. Усі жителі села рідною мовою назвали румунську.